# Spacer drwala

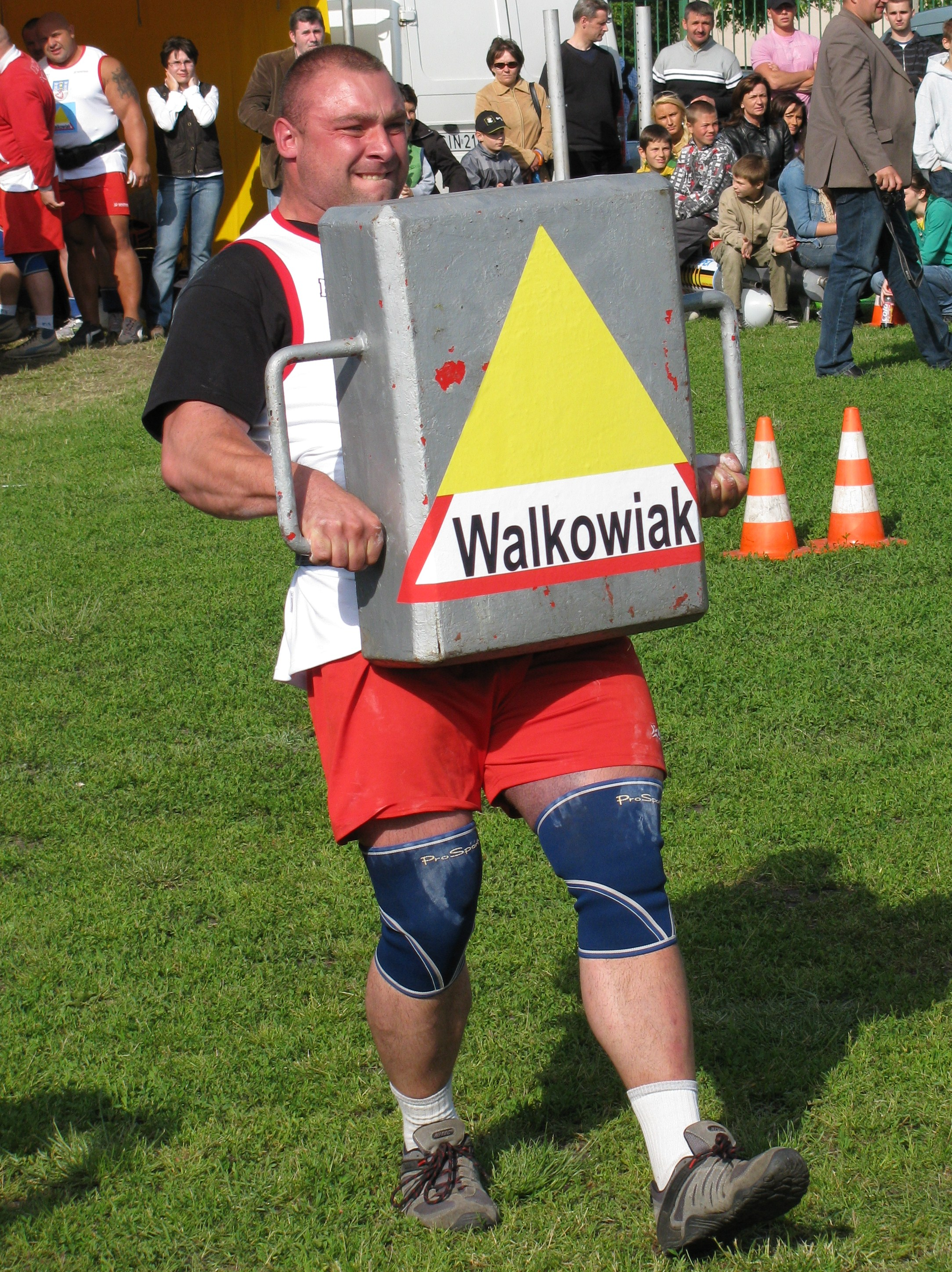
Spacer drwala.

Spacer drwala – konkurencja zawodów siłaczy.

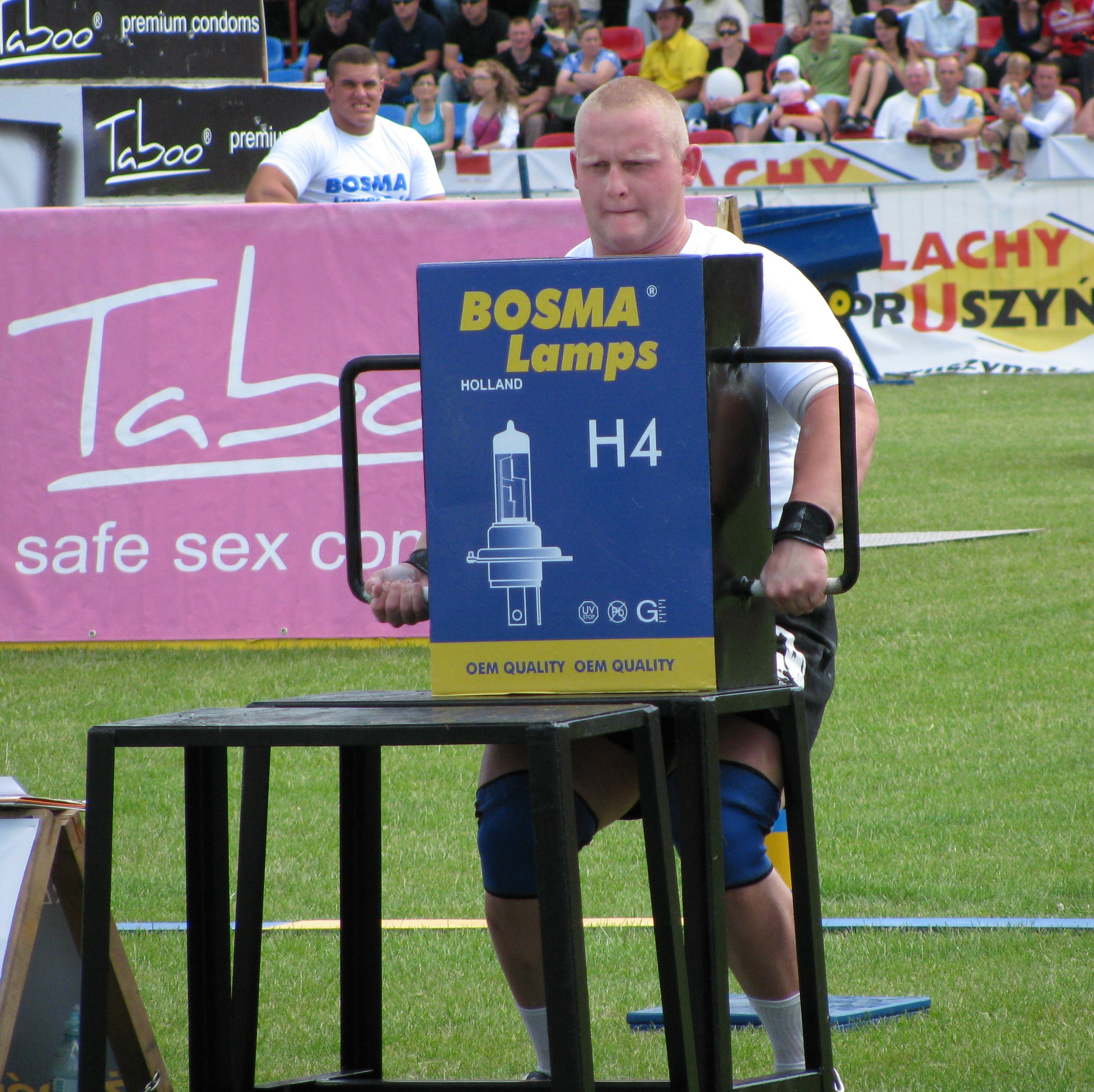
Podnoszenie ciężaru.

Zadaniem zawodnika jest podniesienie oburącz ciężar z podestu i przeniesienie go na jak najdłuższym dystansie. Zawodnik utrzymuje ciężar z przodu ciała. Konkurencja rozgrywana jest bez limitu czasu. Zawodnik może również poruszać się tyłem. Opuszczenie ciężaru na podłoże kończy konkurencję.
Ciężar ma formę prostopadłościanu z dwoma uchwytami, po jednym dla każdej dłoni, umieszczonymi na przeciwległych ścianach. Masa wynosi najczęściej od 150 kg do 180 kg.